# Fryšták
Fryštákⓘ (niem. Freistadtl) – miasto w Czechach, w kraju zlińskim, w powiecie Zlín. Według danych z 31 grudnia 2003 powierzchnia miasta wynosiła 2 416 ha, a liczba jego mieszkańców 3 540 osób.

## Demografia
| Rok             | 1970  | 1980  | 1991  | 2001  | 2003  |
| --------------- | ----- | ----- | ----- | ----- | ----- |
| Liczba ludności | 3 390 | 3 446 | 3 299 | 3 473 | 3 540 |

Źródło: Czeski Urząd Statystyczny